# 日內瓦嶺
日內瓦嶺（英語：Geneva Spur），也稱做馬鞍山脊（英語：Saddle Rib），是珠穆朗瑪峰的一個地理景觀，位於珠穆朗瑪峰和洛子峰峰頂附近，為一個巨大的岩石支柱。日內瓦嶺高於第三營與黃色地帶，低於第四營與南坳。此支柱為一處山咀，位於南坳附近。與該景觀相連的是一處鞍部，位於珠穆朗瑪峰和洛子峰之間。
日內瓦嶺海拔約在25,000至26,000英里之間。